# Mikael Tillström
Mikael Tillström (nacido el 5 de marzo de 1972 en Jonkoping) es un ex tenista Sueco, profesional desde 1991. Representó a su país en los Juegos Olímpicos de Sídney 2000, torneo en el cual fue derrotado en la tercera ronda por el suizo Roger Federer. El jugador diestro en su carrera ganó un torneo de individuales (Madrás, 1997). Alcanzó su mejor posición en el ranking de la ATP el 14 de octubre de 1996, cuando se convirtió en el N.º 39 del mundo.

## Títulos (9; 1+8)

### Individuales (1)
| Leyenda                |
| Grand Slam (0)         |
| Tenis Masters Cup (0)  |
| ATP Masters Series (0) |
| ATP Tour (1)           |

| N.º | Fecha               | Torneo  | Superficie | Oponente en la final | Resultado   |
| --- | ------------------- | ------- | ---------- | -------------------- | ----------- |
| 1.  | 13 de abril de 1997 | Chennai | Dura       | Alex Rădulescu       | 6-4 4-6 7-5 |

### Finalista en individuales (4)
- 1998: Chennai (pierde ante Patrick Rafter)
- 1999: Singapur (pierde ante Marcelo Ríos)
- 2000: San José (pierde ante Mark Philippoussis)
- 2000: Mallorca (pierde ante Marat Safin)

### Dobles (8)
| Leyenda                |
| Grand Slam (0)         |
| Tenis Masters Cup (0)  |
| ATP Masters Series (0) |
| ATP Tour (8)           |

| N.º | Fecha | Torneo          | Superficie    | Pareja          | Oponentes en la final             | Resultado     |
| --- | ----- | --------------- | ------------- | --------------- | --------------------------------- | ------------- |
| 1.  | 1992  | San Marino      | Tierra batida | Nicklas Kulti   | Cristian Brandi Federico Mordegan | 6-2 6-2       |
| 2.  | 1997  | Båstad          | Tierra batida | Nicklas Kulti   | Magnus Gustafsson Magnus Larsson  | 6-0 6-3       |
| 3.  | 1997  | Indianápolis    | Dura          | Michael Tebbutt | Jonas Björkman Nicklas Kulti      | 6-3 6-2       |
| 4.  | 1998  | San Petersburgo | Moqueta       | Nicklas Kulti   | Marius Barnard Brent Haygarth     | 3-6 6-3 7-6   |
| 5.  | 1998  | Estocolmo       | Dura          | Nicklas Kulti   | Chris Haggard Peter Nyborg        | 7-5 3-6 7-5   |
| 6.  | 2000  | Barcelona       | Tierra batida | Nicklas Kulti   | Paul Haarhuis Sandon Stolle       | 6-2 6-72 7-65 |
| 7.  | 2000  | Halle           | Césped        | Nicklas Kulti   | Mahesh Bhupathi David Prinosil    | 7-64 7-64     |
| 8.  | 2000  | Båstad          | Tierra batida | Nicklas Kulti   | Andrea Gaudenzi Diego Nargiso     | 4-6 6-2 6-3   |